# Pilosocrures
Pilosocrures là một chi bướm đêm thuộc họ Erebidae.